# Mattia De Sciglio
Mattia De Sciglio né le 20 octobre 1992 à Milan, est un footballeur international italien évoluant au poste de défenseur latéral ou de défenseur central au Empoli FC, en prêt de la Juventus FC.

## Carrière

### Carrière en club

#### AC Milan (2011-2017)
Mattia De Sciglio fait ses débuts avec l'AC Milan face au Viktoria Plzeň en Ligue des champions. Il ne joue que quelques minutes mais pour le match retour, en République tchèque, il est titulaire ; il s'agit alors de sa première titularisation[réf. nécessaire].
Il attend ensuite le mois d'avril 2012 pour connaître sa première titularisation en Serie A, face au Chievo Vérone.
Le 27 janvier 2014, Mattia De Sciglio se voit récompensé du titre de meilleur arrière gauche de l'année 2013 en Serie A.
Il participe avec le Milan AC à la Ligue des champions lors des saisons 2011-2012, 2012-2013 et enfin 2013-2014, pour un total de dix matchs joués dans cette compétition.

#### Juventus FC (Depuis 2017)
Le 19 juillet 2017, il est transféré à la Juventus de Turin, pour un montant de 12 millions d'euros. Il s'engage jusqu'en 2022. Il inscrit son premier but avec la Juventus FC et aussi son premier en Serie A face au FC Crotone d'une frappe en dehors de la surface, lors de la 14e journée du championnat.

#### Olympique lyonnais (2020-2021)
Après une première tentative ratée de rejoindre la Ligue 1 en janvier 2020 au profit du PSG, et en échange de Layvin Kurzawa, en fin de contrat, Mattia De Sciglio rejoint l'Olympique lyonnais pour la saison 2020-2021. Lors du dernier jour du mercato d'été le 5 octobre, il est prêté un an gratuitement à l'OL. Il dispute son premier match le 18 octobre, lors d'un match à l'extérieur contre Strasbourg (victoire 2-3), en remplaçant Léo Dubois à la 72e minute. Il est titularisé pour la première fois le 6 décembre dans un match à l'extérieur contre Metz (victoire 1-3)[réf. nécessaire].

### Équipe nationale
Mattia De Sciglio reçoit sa première convocation avec l'Italie le 15 août 2012 à l'occasion d'un match amical face à l'équipe d'Angleterre, mais il ne joue pas [réf. nécessaire]. 
Sa première sélection a lieu lors du match amical Italie-Brésil, le 21 mars 2013 à Genève.
Il est ensuite retenu par le sélectionneur Cesare Prandelli afin de participer à la Coupe des confédérations 2013 puis à la Coupe du monde 2014. Lors de la Coupe des confédérations, il joue quatre matchs. L'Italie se classe troisième de la compétition en battant l'Uruguay aux tirs au but lors de la petite finale. Lors du mondial organisé au Brésil, il joue un match, à nouveau contre l'Uruguay (défaite 0-1).

### Style de jeu
Mattia De Sciglio est réputé pour la solidité et la propreté de ses interventions défensives, ceci est dû à sa faculté à défendre debout. Il possède également une bonne lecture du jeu, ainsi qu’un bon sens de l'anticipation et du placement. Il est tranchant dans les duels, grâce à des tacles efficaces et un bon timing dans le jeu aérien, il commet peu de fautes et dégage une certaine sérénité en toutes situations. Son principal défaut est son apport offensif, assez timide lors de ses montées, il ne percute pas assez sur son côté et n'est pas spécialement précis dans ses centres.

## Statistiques
| Saison                | Club                      | Championnat           | Championnat | Championnat | Championnat | Coupe(s) nationale(s) | Coupe(s) nationale(s) | Coupe(s) nationale(s) | Supercoupe | Supercoupe | Supercoupe | Compétition(s) continentale(s) | Compétition(s) continentale(s) | Compétition(s) continentale(s) | Compétition(s) continentale(s) | Italie | Italie | Italie | Total | Total | Total |
| Saison                | Club                      | Division              | M.          | B.          | P.d.        | M.                    | B.                    | P.d.                  | M.         | B.         | P.d.       | Comp.                          | M.                             | B.                             | P.d.                           | M.     | B.     | P.d.   | M.    | B.    | P.d.  |
| 2011-2012             | AC Milan                  | Serie A               | 3           | 0           | 0           | -                     | -                     | -                     | -          | -          | -          | C1                             | 2                              | 0                              | 0                              | -      | -      | -      | 5     | 0     | 0     |
| 2012-2013             | AC Milan                  | Serie A               | 27          | 0           | 2           | 1                     | 0                     | 0                     | -          | -          | -          | C1                             | 5                              | 0                              | 1                              | 8      | 0      | 1      | 41    | 0     | 4     |
| 2013-2014             | AC Milan                  | Serie A               | 16          | 0           | 0           | 2                     | 0                     | 0                     | -          | -          | -          | C1                             | 3                              | 0                              | 0                              | 4      | 0      | 0      | 25    | 0     | 0     |
| 2014-2015             | AC Milan                  | Serie A               | 17          | 0           | 0           | 1                     | 0                     | 0                     | -          | -          | -          | -                              | -                              | -                              | -                              | 6      | 0      | 1      | 24    | 0     | 1     |
| 2015-2016             | AC Milan                  | Serie A               | 22          | 0           | 1           | 7                     | 0                     | 0                     | -          | -          | -          | -                              | -                              | -                              | -                              | 8      | 0      | 0      | 37    | 0     | 1     |
| 2016-2017             | AC Milan                  | Serie A               | 25          | 0           | 2           | 2                     | 0                     | 0                     | -          | -          | -          | -                              | -                              | -                              | -                              | 3      | 0      | 0      | 30    | 0     | 2     |
| Sous-total            | Sous-total                | Sous-total            | 110         | 0           | 5           | 13                    | 0                     | 0                     | -          | -          | -          | -                              | 10                             | 0                              | 1                              | 31     | 0      | 2      | 164   | 0     | 8     |
| 2017-2018             | Juventus FC               | Serie A               | 12          | 1           | 0           | 1                     | 0                     | 0                     | 1          | 0          | 0          | C1                             | 6                              | 0                              | 0                              | 5      | 0      | 0      | 25    | 1     | 0     |
| 2018-2019             | Juventus FC               | Serie A               | 22          | 0           | 0           | 2                     | 0                     | 1                     | -          | -          | -          | C1                             | 4                              | 0                              | 0                              | 3      | 0      | 0      | 31    | 0     | 1     |
| 2019-2020             | Juventus FC               | Serie A               | 9           | 0           | 0           | 1                     | 0                     | 0                     | 1          | 0          | 0          | C1                             | 2                              | 0                              | 0                              | -      | -      | -      | 13    | 0     | 0     |
| 2020-2021             | Juventus FC               | Serie A               | 2           | 0           | 0           | -                     | -                     | -                     | -          | -          | -          | C1                             | -                              | -                              | -                              | -      | -      | -      | 2     | 0     | 0     |
| 2021-2022             | Juventus FC               | Serie A               | 20          | 1           | 1           | 4                     | 0                     | 0                     | 1          | 0          | 0          | C1                             | 3                              | 0                              | 1                              | -      | -      | -      | 28    | 1     | 2     |
| 2022-2023             | Juventus FC               | Serie A               | 16          | 0           | 0           | 1                     | 0                     | 0                     | -          | -          | -          | C1+C3                          | 3+3                            | 0+0                            | 0+0                            | -      | -      | -      | 23    | 0     | 0     |
| 2023-2024             | Juventus FC               | Serie A               | 1           | 0           | 0           | -                     | -                     | -                     | -          | -          | -          | -                              | -                              | -                              | -                              | -      | -      | -      | 1     | 0     | 0     |
| Sous-total            | Sous-total                | Sous-total            | 81          | 2           | 1           | 9                     | 0                     | 1                     | 3          | 0          | 0          | -                              | 21                             | 0                              | 2                              | 8      | 0      | 0      | 122   | 2     | 4     |
| 2020-2021             | Olympique lyonnais (prêt) | Ligue 1               | 29          | 0           | 1           | 5                     | 0                     | 2                     | -          | -          | -          | -                              | -                              | -                              | -                              | 1      | 0      | 0      | 35    | 0     | 3     |
| Sous-total            | Sous-total                | Sous-total            | 29          | 0           | 1           | 5                     | 0                     | 2                     | 0          | 0          | 0          | -                              | 0                              | 0                              | 0                              | 1      | 0      | 0      | 35    | 0     | 3     |
| Total sur la carrière | Total sur la carrière     | Total sur la carrière | 220         | 2           | 7           | 27                    | 0                     | 3                     | 3          | 0          | 0          | -                              | 31                             | 0                              | 2                              | 40     | 0      | 2      | 321   | 2     | 14    |

## Palmarès

### En club
|  |  | AC Milan - Serie A - Vice-champion : 2012 - Coupe d'Italie - Finaliste : 2016 - Supercoupe d'Italie - Vainqueur : 2016 |  | Juventus FC - Serie A - Champion : 2018 et 2019 - Coupe d'Italie - Vainqueur : 2018 - Finaliste : 2020 - Supercoupe d'Italie - Vainqueur : 2018 - Finaliste : 2017 et 2019 |